# Richard Morgan
Richard Kingsley Morgan (Norwich, 24 settembre 1965) è uno scrittore e sceneggiatore inglese, autore di fantascienza e di fantasy.
Le sue opere si ascrivono prevalentemente al genere letterario della fantascienza distopica.

## Biografia
Laureato in storia presso il Queens' College di Cambridge, dopo la laurea ha iniziato a insegnare inglese in diversi paesi del mondo. Dopo quattordici anni e la specializzazione presso l'Università di Strathclyde in Scozia, il suo primo romanzo venne pubblicato e divenne così uno scrittore a tempo pieno.
Nel 2002 fu pubblicato il suo primo romanzo, Bay City (Altered Carbon), una miscela di elementi cyberpunk e noir, che ha per protagonista l'antieroe Takeshi Kovacs. I diritti cinematografici del libro sono stati ceduti a Joel Silver, il produttore di Matrix; grazie agli introiti derivanti da questa transazione (1.000.000 US$), Morgan ha potuto dedicarsi completamente alla scrittura. Nel 2003 l'edizione statunitense ha ottenuto il Premio Philip K. Dick.
Nello stesso 2003 fu quindi pubblicato il sequel Angeli spezzati (Broken Angels), che vede nuovamente protagonista Takeshi Kovacs, coinvolto questa volta in un'avventurosa spedizione archeologica sullo sfondo di una guerra inter-planetaria. Business (Market Forces), il primo romanzo a interrompere la serie, è ambientato in un futuro non troppo lontano, ed era stato originariamente scritto come un racconto, e poi come una sceneggiatura, rimasti entrambi inediti. Dopo il successo dei due precedenti romanzi, fu pubblicato anch'esso come romanzo e opzionato per la produzione di un film.
Il terzo (e ultimo, per ammissione dell'autore) romanzo della serie di Takeshi Kovacs, Woken Furies è stato pubblicato in Gran Bretagna nel marzo 2005 e negli USA a settembre dello stesso anno. La sua pubblicazione in italiano è avvenuta nel novembre del 2008 con il titolo Il ritorno delle furie.
Morgan ha anche realizzato due miniserie a fumetti di sei numeri ciascuna per la Marvel Comics con il marchio Marvel Knights. La sua prima storia, Black Widow: Homecoming fu pubblicata mensilmente nel 2004 e fu seguita da una seconda, dal titolo Black Widow: The Things They Say About Her nel 2005; entrambe sono attualmente disponibili in edizione rilegata in lingua inglese. Secondo il sito ufficiale dell'autore, la serie si è rivelata ‘'un artefatto di successo limitato" ed è improbabile che possa essere continuata, nonostante vi siano altri progetti di fumettistica in corso.
L'ultimo thriller Black Man (noto come Thirteen, in USA, dove ha vinto il premio Arthur C. Clarke nel 2009) è stato pubblicato nel maggio 2007 in Gran Bretagna e a giugno dello stesso anno in USA.  Secondo l'autore, il romanzo tratta della fisicità e dell'essere prigionieri di ciò che si è, con poche possibilità di modificare questa situazione; un tema che non era possibile sviluppare nell'universo immaginario della serie di Takeshi Kovacs, nel quale l'immortalità è stata conquistata attraverso la digitalizzazione dell'identità, che può essere scaricata nei corpi a piacimento.
Nell'agosto del 2008 è stato pubblicato in Gran Bretagna il primo episodio di una nuova trilogia fantasy, Cosa Resta degli Eroi, dal titolo L'acciaio sopravvive (The Steel Remains). La serie è nota negli USA con il titolo alternativo A Land Fit for Heroes.
Nell'aprile del 2010 lo sviluppatore videoludico tedesco Crytek ha annunciato che Richard Morgan ha scritto, in collaborazione con la stessa Crytek, la trama del videogioco Crysis 2, in uscita il 22 marzo 2011.
Nell'ottobre 2018 viene pubblicato nel Regno Unito il nuovo romanzo di fantascienza di Morgan Thin Air, ambientato su Marte.

## Opere

### Libri
- Business (Market Forces) (2004)
  - Business. Il Futuro è in vendita, Casa Editrice Nord (2006)

#### Serie di Takeshi Kovacs
- Bay City (Altered Carbon) (2002)
- Angeli spezzati (Broken Angels) (2003)
- Il ritorno delle furie (Woken Furies) (2005)

#### SerieCosa Resta degli Eroi
- The Steel Remains, 2008
  - Sopravvissuti, Gargoyle editore, 2012
  -  L'acciaio sopravvive, collana Oscar Mondadori, Mondadori, 2022, ISBN 978-88-0474-524-2.
- The Cold Commands, 2011
  - Esclusi, Gargoyle editore, 2013
  -  Il gelo comanda, collana Oscar Mondadori, Mondadori, 2022, ISBN 978-88-0474-525-9.
- The Dark Defiles, 2014
  -  L'oscurità profana, collana Oscar Mondadori, Mondadori, 2022, ISBN 978-88-0474-526-6.

#### SerieBlack Man
- Black Man (2007)
- Thin Air (2018)
- Gone Machine (2023)

### Fumetti
- Black Widow: Homecoming (2005)
- Black Widow: The Things They Say About Her (2006)
- Crysys (2012)
- Altered Carbon: Download Blues (2019)
- Altered Carbon: One Life, One Death (2022)

## Filmografia
- Altered Carbon (2018)
- Altered Carbon: Resleeved (2020)

## Videoludografia
- Crysis 2 (Microsoft Windows, Xbox 360, PS3, 2011) – sceneggiatore
- Syndicate (Microsoft Windows, Xbox 360, PS3, 2012) – sceneggiatore
- A Land Fit For Heroes (iOS, Android, Microsoft Windows, 2015) – soggetto